# Patrick Sercu
Patrick Sercu (n. 27 iunie 1944, Roeselare, Flandra, Belgia – d. 19 aprilie 2019, Roeselare, Flandra, Belgia) a fost un sportiv ce a reprezentat Belgia, medaliat olimpic. A participat la o ediție a Jocurilor Olimpice (1964) în care a câștigat o medalie de aur.